# Сожжённая заживо
«Сожжённая заживо» (англ. Burned Alive: a Victim of the Law of Men) — автобиографический роман, опубликованный во Франции в 2003 году под псевдонимом Суад. Суад описывается в книге как арабская женщина с Западного Берега реки Иордан, живущая в данный момент в Европе и выжившая после попытки убийства мужем её сестры. Свояк, подстрекаемый семьей, облил её бензином и поджёг. Книга написана в результате лечения подавленной памяти.

## Содержание
Согласно книге, Суад забыла об этом происшествии и вспомнила о нём только через два десятилетия, когда вылечилась благодаря лечению у психиатра. Австралийский историк Тереза Тейлор (Thérèse Taylor) в своей критической статье впоследствии указала на многочисленные медицинские, культурные и исторические несоответствия в книге, что поставило её достоверность под сомнение. В частности, Суад написала, что выжила после покушения без медицинской помощи, получив ожог 70 % тела, что невозможно (в версии для США издательства повысили эту цифру до ещё менее правдоподобных 90 %). Суад также упоминала, что её сестра была задушена телефонным проводом, в то время как в те годы, когда происходили описываемые ею события в деревнях на Западном Берегу не было телефонов. До настоящего времени нет независимых доказательств, подтверждающих, что происходящие в книге события происходили на самом деле или даже, что Суад существует вообще. Тереза Тейлор заключает свой анализ тем, что Суад скорее всего не знает, кто она и как была сожжена.
Тем не менее, фонд «Возникновение» действительно существует и на самом деле занимается спасением женщин от насилия. Кроме того, нельзя отрицать факт, что в закрытых восточных и африканских обществах действительно нарушаются права женщин и подобные случаи имеют место. Существует множество свидетельств, подтверждающих широкое распространение «убийства чести», в частности за связь вне брака.